# Polydesmus elchowensis
Polydesmus elchowensis är en mångfotingart som beskrevs av Karl Wilhelm Verhoeff 1928. Polydesmus elchowensis ingår i släktet Polydesmus och familjen plattdubbelfotingar. Utöver nominatformen finns också underarten P. e. gladiatus.